# Michel de Ghelderode
Michel de Ghelderode (ur. 3 kwietnia 1898 w Ixelles, zm. 1 kwietnia 1962 w Schaarbeek) – belgijski dramaturg, pisarz i poeta; zaliczany do czołówki twórców awangardowych XX wieku; dramaturg epatujący w swojej twórczości okrucieństwem, czarnym humorem, groteskową fantastyką, absurdem oraz makabrą; pisał w języku francuskim; autor ponad sześćdziesięciu utworów teatralnych, licznych opowiadań, wierszy i artykułów oraz ponad dwudziestu tysięcy listów.
Inspiracją dla jego twórczości było malarstwo Pietera Brueghla i Hieronima Boscha, jak też Commedia dell’arte oraz teatr marionetek. Przedstawia absurdalność losu człowieka poprzez doświadczanie sytuacji granicznych. Częste wątki w jego twórczości to narodziny, cierpienie, religijna ekstaza i śmierć. 
Na język polski był tłumaczony m.in. przez Zbigniewa Stolarka i Mariana Pankowskiego.

## Sztuki teatralne
- La Mort regarde a la fenetre (1918)
- Piet Bouteille (1920)
- Le Cavalier bizarre (1920 or 1924)
- La Transfiguration dans le Cirque (1923)
- Têtes de bois(1924)
- Le Miracle dans le faubourg (1924)
- Le Mystère de la Passion de Notre-Seigneur Jésus Christ (1924)
- Duvelor ou la Farce du diable vieux (1925)
- La Farce de la Mort qui faillit trépasser (1925)
- Les Vieillards (1925)
- La Mort du Docteur Faust (1926)
- Le massacre des innocents (1926)
- Images de la vie de saint François d'Assise (1926)
- Venus (1927)
- Escurial (1927)
- Christophe Colomb (1927)
- La Transfiguration dans le Cirque (1927)
- Noyade des songes 1928)
- Un soir de pitié (1928)
- Trois acteurs, un drame... (1928)
- Don Juan (1928)
- Barabbas (1928)
- Fastes d'enfer (1929)
- Pantagleize (1929)
- Atlantique (1930)
- Celui qui vendait de la corde de pendu (1930)
- Godelieve (1930)
- Le Ménage de Caroline (1930)
- Le Sommeil de la raison (1930)
- Le Club des menteurs (1931)
- La Couronne de fer-blanc (1931)
- Magie rouge (1931)
- Le Voleur d'étoiles (1931)
- Le Chagrin d'Hamlet (1932)
- Vie publique de Pantagleize 1932(?)
- Arc-en-ciel (1933)
- Les Aveugles (1933)
- Les Femmes au tombeau (1933)
- Le Siège d'Ostende (1933)
- Adrian et Jusemina (1934)
- Le Perroquet de Charles Quint 1934)
- Masques ostendais (1934)
- La Balade du grand macabre (1934) (Wędrówki mistrza Kościeja)
- Sire Halewyn (1934)
- Mademoiselle Jaïre (1934)
- Le Soleil se couche... 1934)
- Hop Signor! (1935)
- Sortie de l'acteur (1935)
- La Farce des Ténébreux (1936)
- La Pie sur le gibet (1937)
- L'école des bouffons (1942)
- Le Papegay triomphant (1943)
- Marie la misérable (1952)